# 眞栄田郷敦
眞栄田 郷敦（まえだ ごうどん、Gordon Maeda, 2000年〈平成12年〉1月9日 - ）は、日本・アメリカ合衆国の俳優。本名は前田 郷敦（読み同じ）。所属事務所はユニバーサル ミュージック アーティスツ合同会社。
父は千葉真一、兄は新田真剣佑、異母姉は真瀬樹里、叔父は矢吹二朗。

## 略歴
アメリカ合衆国カリフォルニア州ロサンゼルス郡サンタモニカにて千葉真一の次男として誕生。10歳の時、空手道の全米大会で準優勝をした。京都市立修学院中学校から明誠学院高等学校へ入学し、吹奏楽部で部長を務め、全国大会銅賞を受賞する。
サクソフォーンでプロを目指し、東京藝術大学を受験するも不合格で、サックスの道を断念した。この頃は芸能界に全く興味はなかったが、父・千葉真一に誘われ、兄・新田真剣佑が主演した『OVER DRIVE』の試写会に足を運んだのが転機となる。兄の作品を観て「自分にはできない」という感想を抱いたが、同作を製作したROBOTからその場で、『小さな恋のうた』の慎司役で出演を誘われた。これがデビュー作となり、役者の道へ進んでいく。
2023年（令和5年）1月22日、新田真剣佑と一緒にそれぞれ一般女性と結婚したことを発表。千葉真一生誕84回目となるこの日に、真剣佑と郷敦は「父の誕生日である1月22日に揃って発表しよう」と事前に決めていたので、兄弟の結束の強さを示す格好となった。千葉は生前、彼らから妻となる女性たちを紹介され、食事を共にしており、息子たちの相手を気に入っていたことから、彼らの結婚を楽しみにしていた。
2023年8月、一部週刊誌により第1子が誕生していたことが報じられ、関係者が事実と認めた。2024年10月、一部週刊誌により離婚していたことが報じられ、所属事務所が事実と認めた。

## 人物
名は千葉真一が脚本を書く時に使っていたペンネームの“GORDON”に由来する。
特技はサクソフォーン・ギター・バスケットボール・殺陣・空手、英会話。
勉強が好きではなかったため高校に進学する気はなかったが、「どこでもいいから受験しなさい」という兄の言葉に従い、同級生の一番の不良と一緒に同じ高校へ受験・入学した。
2018年（平成30年）9月にInstagramを開設するが、2021年3月に俳優業に専念するために閉鎖。現在はファンクラブに力を入れており、ファンネームは“Gordians”（ゴーディアンズ）。ファンクラブ名は“Concerto”。
2021年（令和3年）7月13日に『ラヴィット!』に出演の際、桃アレルギーということを明かした。

## 出演
主演作品は、役名を太字で記載。

### 映画
- 小さな恋のうた（2019年、東映） - 譜久村慎司 役[21]
- 午前0時、キスしに来てよ（2019年、松竹） - 浜辺彰 役[22]
- ヒノマルソウル〜舞台裏の英雄たち〜（2020年、東宝） - 南川崇 役[23]
- 東京リベンジャーズシリーズ（ワーナー・ブラザース映画） - 三ツ谷隆 役
  - 東京リベンジャーズ（2021年）[24]
  - 東京リベンジャーズ2 血のハロウィン編 -運命-（2023年）[25]
  - 東京リベンジャーズ2 血のハロウィン編 -決戦-（2023年）[25]
- カラダ探し（2022年、ワーナー・ブラザース映画） - 伊勢高広 役[26]
  - カラダ探し THE LAST NIGHT（2025年公開予定、ワーナー・ブラザース映画）[27]
- 彼方の閃光（2023年、ギグリーボックス） - 主演・光 役[28]
- ゴールデンカムイ（2024年、東宝） - 尾形百之助 役[29]
- ブルーピリオド（2024年、ワーナー・ブラザース映画） - 主演・矢口八虎 役[30]
- ババンババンバンバンパイア（2025年、松竹） - 森長可 役[31][32][33]
- 港のひかり（2025年公開予定、東映 / スターサンズ） - 幸太 役[34]

### ドラマ

#### テレビ
- ノーサイド・ゲーム（2019年7月7日 - 9月15日、TBSテレビ） - 七尾圭太 役[35]
- U-NEXT presents あと3回、君に会える（2020年3月31日、関西テレビ） - 道林征史郎 役[36]
- 私の家政夫ナギサさん（2020年年7月7日 - 9月1日、TBSテレビ） - 瀬川遙人 役[37]
  - 私の家政夫ナギサさん 新婚おじキュン! 特別編（2020年9月8日）[38]
- 教場II（2021年1月3日・4日、フジテレビ） - 稲辺隆 役[39]
- 星になりたかった君と（2021年1月5日・6日、日本テレビ） - 主演・鷲上秀星 役[40]
- レンアイ漫画家（2021年4月8日 - 6月17日、フジテレビ） - 二階堂藤悟 役[41]
- プロミス・シンデレラ（2021年7月13日 - 9月14日、TBSテレビ） - 片岡壱成 役[42]
- キン肉マン THE LOST LEGEND（2021年10月8日 - 12月10日、WOWOW） - 主演・本人 / ウォーズマン 役[43]
- カナカナ（2022年5月16日 - 6月30日、NHK総合） - 主演・日暮正直 役[44]
- エルピス-希望、あるいは災い-（2022年10月24日 - 12月26日、関西テレビ） - 岸本拓朗 役[45][46]
- 大河ドラマ どうする家康 第16回 - 第26回（2023年4月30日 - 7月9日、NHK） - 武田勝頼 役[47][48]
- 366日（2024年4月8日 - 6月17日、フジテレビ） - 水野遥斗 役[49]
- ゴールデンカムイ -北海道刺青囚人争奪編-（2024年10月6日 - 12月1日、WOWOW） - 尾形百之助 役[50]
- 連続テレビ小説 あんぱん 第95回 - （2025年8月8日 - 、NHK） - 手嶌治虫 役[51]

#### 配信
- 私の部下のハルトくん（2020年、Paravi） - 主演・瀬川遙人 役[37][52]
- 星になりたかった君と〜もうひとつの物語〜（2021年、Hulu） - 鷲上秀星 役
- レンアイ格闘家（2021年、FOD） - 主演・二階堂藤悟 役[41]
- シンデレラ・コンプレックス 第5話（2021年、Paravi） - 片岡壱成 役

### 音楽・情報
- ミュージックステーション（2019年5月31日、テレビ朝日） - 小さな恋のうたバンドfeat. MONGOL800として出演
- めざましテレビ（2019年、フジテレビ） - 12月度マンスリーエンタメプレゼンター[53]

### ドキュメンタリー
- ヒノマルソウル〜舞台裏の英雄たち〜 舞台裏の俳優たちSP（2021年5月27日、TBSテレビ）
- ヒノマルソウル〜舞台裏の英雄たち〜 涙と歓喜の大感謝SP（2021年6月23日、TBSテレビ）

### 紀行・旅番組
- いい旅・夢気分（テレビ東京）※各年の夏に家族で出演
  - 2005年 - 五島列島の旅
  - 2006年 - 知床半島の旅
  - 2007年 - 高知・四万十川の旅
  - 2008年 - 長崎・対馬の旅

### CM
- エン・ジャパン「AMBI（アンビ）」（2023年）※関東エリア[54]
- キリンビバレッジ「生茶」（2023年 ）[55]
- ロッテ「カカオの恵み」（2023年）[56]
- 大和ハウス工業 D-ROOM「僕の名前を呼んで」篇（2023年）[57]
- サントリーフーズ「HYPER ZONe ENERGY」（2024年） - ブランドアンバサダー[58]
- 日産自動車「NISSAN LOVE STORY」（2024年）[59]

### モデル
- M・A・C
- TGC KITAKYUSHU 2018（2018年10月6日、西日本総合展示場新館）[60]

### PV
- SING LIKE TALKING「Spiral」（2019年）[61]

## 作品
- 小さな恋のうた（2019年5月22日） - “小さな恋のうたバンド”名義、映画『小さな恋のうた』劇中歌[62]。

## 書籍
- 眞栄田郷敦 1st Photo Book『natural』（2019年12月11日発売、ユニバーサルミュージック）
- NYLON guys JAPAN GORDON MAEDA STYLE BOOK（2020年1月9日発売、カエルム）
- 眞栄田郷敦写真集 A Beautiful Blink（2024年5月22日発売[63]、講談社）[64]

## 受賞
- 第31回 ゆうばり国際ファンタスティック映画祭2021 男優部門
- 日経トレンディが選ぶ 「2021年 来年の顔」
- 第34回 日刊スポーツ映画大賞・石原裕次郎賞 石原裕次郎新人賞（『東京リベンジャーズ』『ヒノマルソウル〜舞台裏の英雄たち〜』）[65]
- エランドール賞「新人賞（TVガイド賞）」[66]